# کریستوفر جی واکر
کریستوفر جی واکر (انگلیسی: Christopher J. Walker; ۱ ژانویهٔ ۱۹۴۲ – ۱۸ آوریل ۲۰۱۷) تاریخ‌نگار اهل بریتانیا بود او در کالج لنسینگ و کالج برازنوز، آکسفورد تحصیل کرد.
در بخش نسخ خطی تاریخی و ادبی ساتبیز کار می‌کرد او کتابی دربارهٔ تاریخ ارمنستان نوشت در نوامبر ۱۹۸۹ واکر در دانشگاه آکسفورد سخنرانی در مورد تاریخ مدرن ارمنستان داشت. او همچنین چندین کتاب و مقاله در مورد تاریخ ارمنستان نوشت. یکی از مشهورترین آثار او کتاب ارمنستان: بقای یک ملت است که به عنوان «تاریخ عالی ارمنستان بزرگ» و «ارائه متوازن» وقایع مربوط به نسل‌کشی ارمنیان توصیف شده‌است.
پس از تحقیقات طولانی مدت در سال ۲۰۰۳ واکر کتاب خود را با نام «زندگی الیور بالدوین» دربارهٔ سرباز، دولتمرد و روزنامه‌نگار پسر نخست‌وزیر محافظه کار، که عضو حزب کارگر در پارلمان بریتانیا شد، تکمیل کرد.